# Dom przy pl. Wolności 3 w Bystrzycy Kłodzkiej
Dom przy pl. Wolności 3 w Bystrzycy Kłodzkiej – zabytkowy budynek w mieście Bystrzyca Kłodzka.
Dwupiętrowy dom mieszkalny wybudowany w zarysie prostokąta w XVII w., przebudowany w XVIII, XIX w.